# Tingini
Tribu
Les Tingini sont une tribu d'insectes qui fait partie de l'ordre des hémiptères, du sous-ordre des hétéroptères (punaises), de la famille des Tingidae et de la sous-famille des Tinginae.

## Liste des genres
Liste des genres 
Acanthocheila  Stål, 1858
Acysta  Champion, 1898
Alveotingis  Osborn and Drake, 1916
Atheas  Champion, 1898
Calotingis  Drake, 1918
Corythaica  Stål, 1873
Corythucha  Stål, 1873
Dichocysta  Champion, 1898
Dictyla  Stål, 1874
Galeatus  Curtis, 1833
Gargaphia  Stål, 1862
Hesperotingis Parshley, 1917
Leoptobyrsa  Stål, 1873
Leptodictya  Stål, 1873
Leptopharsa  Stål, 1873
Leptoypha  Stål, 1837
Melanorhopala  Stål, 1873
Phymacysta  Monte, 1942
Physatocheila  Fieber, 1844
Pseudacysta  Blatchley, 1926
Stephanitis  Stål, 1873
Teleonemia  Costa, 1864
Tingis Fabricius, 1803